# Torre di Ligny

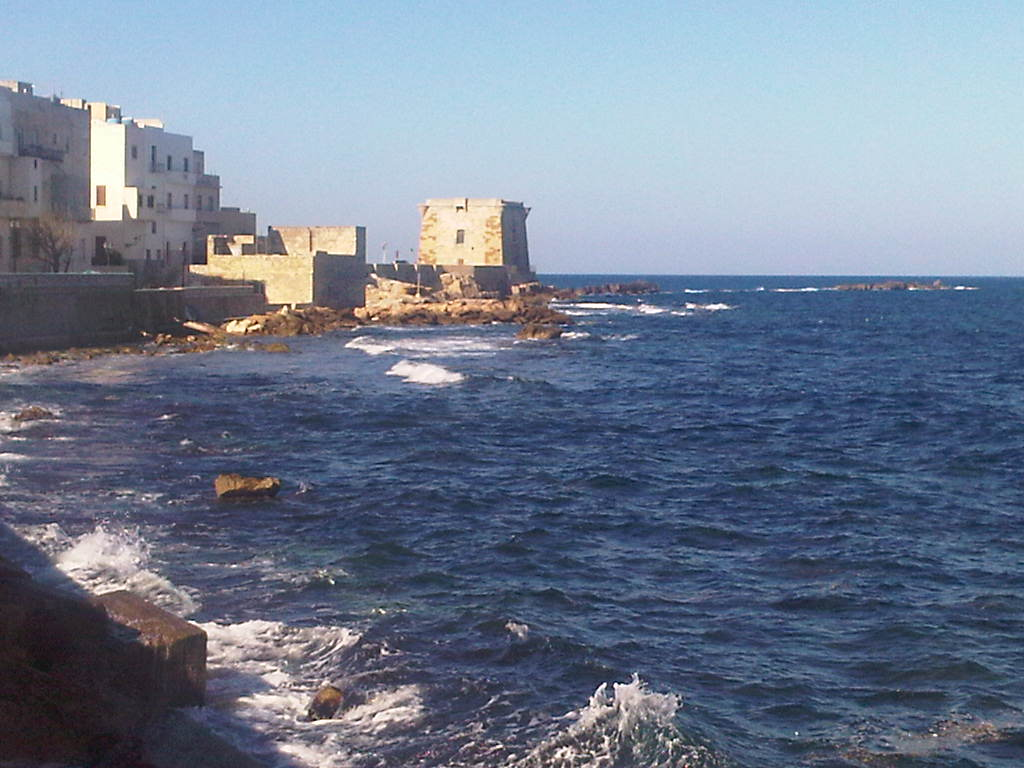
Die Torre di Ligny ist das westlichste Gebäude der Stadt Trapani

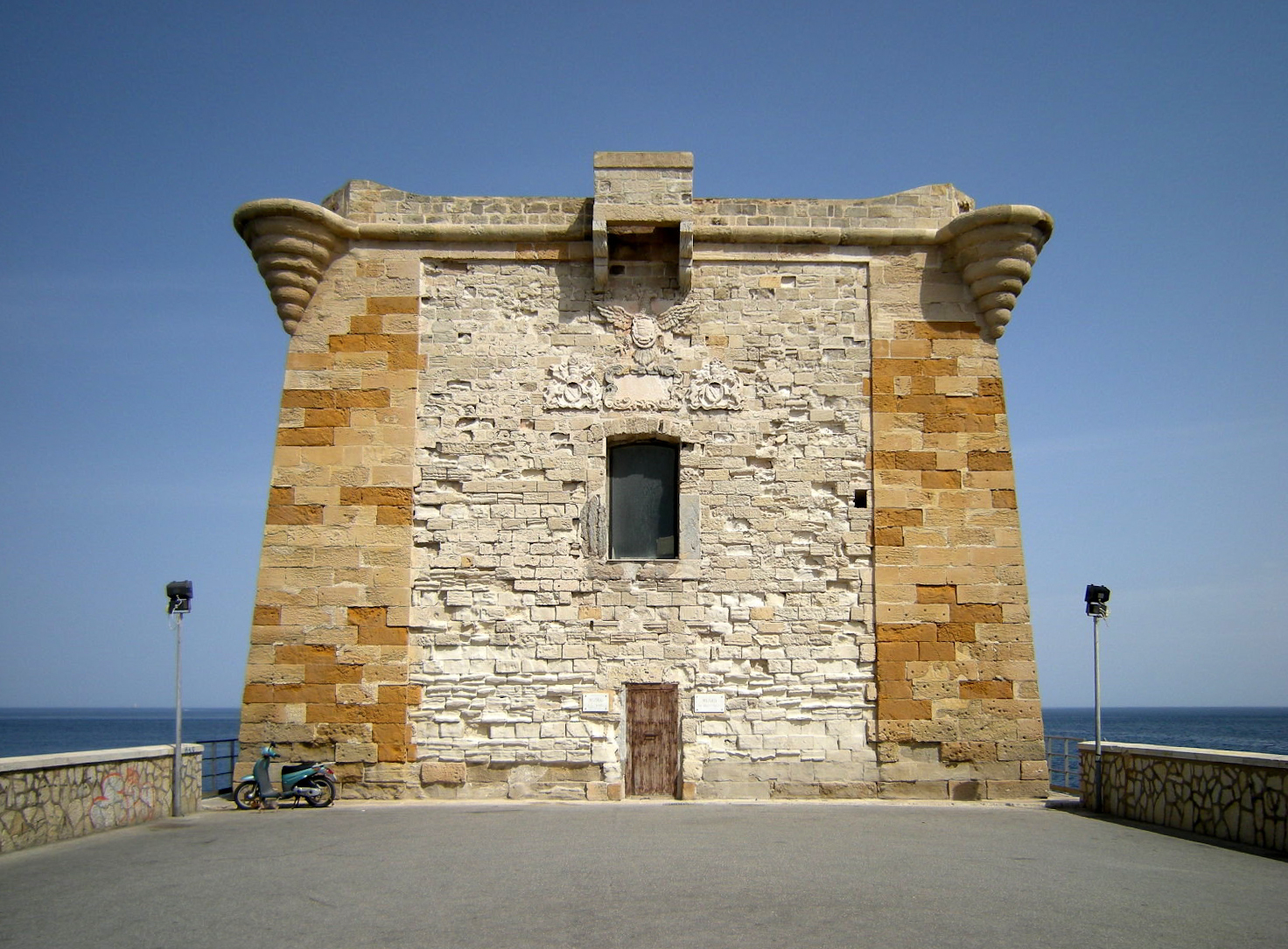
Torre di Ligny

Die Torre di Ligny (Ligny-Turm) ist ein Teil der mittelalterlichen Stadtbefestigung der Stadt Trapani auf Sizilien, der gleichzeitig die Westspitze der Stadt darstellt. Zu diesen Verteidigungsbauwerken gehörten weitere Türme, so beispielsweise die beiden südlich stehenden Torre Colombaia und Torre Nubia.
Der Turm wurde 1671 auf Befehl des Belgiers und Vizekönigs von Sizilien Lamoral Claude des Königreichs Sizilien während der spanischen Herrschaft von Sizilien errichtet und am ersten Sonntag im Oktober des gleichen Jahres eingeweiht. Er steht auf einem Felsen, der die Fortsetzung des schmalen Streifen Land der antiken Stadt bildet und inzwischen fest mit ihr verbunden ist. Gebaut wurde der Turm, um die Stadt gegen die Einfälle der Türken zu verteidigen, was seit deren Landnahme von Kreta erforderlich schien: Im Jahr 1669 endete dort die über 450-jährige Venezianische Herrschaft.
Baumeister war Carlos de Grunembergh, der in dieser Funktion zunächst mit seinem Bruder Ferdinand in der Mitte des achtzehnten Jahrhunderts in Spanien aktiv war. In den letzten Jahrzehnten des Jahrhunderts war in Diensten des Vizekönigs von Sizilien und machte beeindruckende Verteidigungsanlagen auf der ganzen Insel. Dabei schuf er moderne Festungstechniken, vor allem in Messina, Augusta, Malta und Catania.
Das quadratische, in die Höhe leicht konisch zulaufende Gebäude mit Bossenwerk macht einen wehrhaften Eindruck. Jeweils in der Mittelachse befinden sich auf allen vier Seiten in beiden Stockwerken Maueröffnungen, die im Obergeschoss als Fenster ausgebildet sind. Das Bauwerk wird gekrönt von einer einfachen, hüfthohen Balustrade ohne Zinnen, Schießscharten oder ähnlichem. Bis 1861 waren auf dem Dach die Geschütze aufgestellt. Während des Zweiten Weltkrieges wurde der Turm von der Marine als Flak-Stellung genutzt.
Eigentümer der Immobilie ist die Stadt Trapani. Nachts wird das Bauwerk angestrahlt, das zuletzt 1979 restauriert wurde. Seit 1983 ist darin ein kleines Museum für Vor- und Frühgeschichte im Erdgeschoss sowie über Meeresarchäologie im ersten Stockwerk untergebracht. Die über 100 gezeigten Objekte, die aus vom Meeresgrund des Mittelmeers gehoben wurden, sind Amphoren, Anker sowie Mobiliar punischer, griechischer und römischer Schiffe.